# 臺灣桃園國際機場第三航廈
臺灣桃園國際機場第三航廈，與周邊設施合稱第三航站區，是臺灣桃園國際機場興建中的第三座航廈，位於台灣桃園市大園區，計畫年總旅客作業容量4,500萬人次，樓地板面積580,000平方公尺。第三航廈主體工程於2017年5月26日動工，預定分階段完工啟用（2025年北登機廊廳／2027年主體航廈及南登機廊廳），而第三跑道則預計2030年9月完工。

## 歷史

### 規劃緣起
第三航廈的興建最早於1971年的桃園國際機場主計畫中便已經被提出:8。在亞太地區的經濟與航空客貨運量高速成長的狀況下，桃園國際機場原有的第一航廈、第二航廈逐漸不敷使用，中華民國政府認為桃園國際機場作為「國家門戶」，需扮演台灣與世界經貿接軌的重要角色，遂於2008年8月起推動桃園航空城計畫，中華民國交通部並依此制定「國際機場園區發展條例」及「臺灣桃園國際機場園區綱要計畫」，擬訂了桃園國際機場的發展構想:1:3。
而在「臺灣桃園國際機場園區綱要計畫」完成後，桃園國際機場公司也依此擬訂了「臺灣桃園國際機場園區實施計畫」，正式展開了第三航廈的推動作業，於2013年1月委託由荷蘭機場顧問公司、林同棪工程顧問公司、美商栢誠國際公司作為第三航廈計畫的總顧問，辦理綜合規畫、專案管理、設計等事宜。以「巨型航廈」（Mega Terminal）的理念，確立了年服務容量4,500萬人次、具備21個登機門的設計願景，並能與既有航廈整合為一生活機能體:95:91。

### 設計競圖
第三航廈的設計透過國際競圖的方式選拔而出。桃園國際機場公司於2015年6月正式啟動第三航廈的國際競圖招商，並獲得英國建築師諾曼·福斯特、理察·羅傑斯、美國建築師楊之瑾（April Yang）及法國建築團隊ADP Ingenierie等團隊的參與。其後，在針對設計概念、設計創意的第一階段的篩選中，由ADP Ingenierie成功奪下佳作，而諾曼·福斯特、理察·羅傑斯、楊之瑾（April Yang）分別領軍的三大團隊則成功進入第二階段的競圖評選。最終，於2015年10月30日宣布由理察·羅傑斯所領軍的團隊以被評為創新、優異的設計，贏得第三航廈競圖首獎。

### 設計修改及公開招標

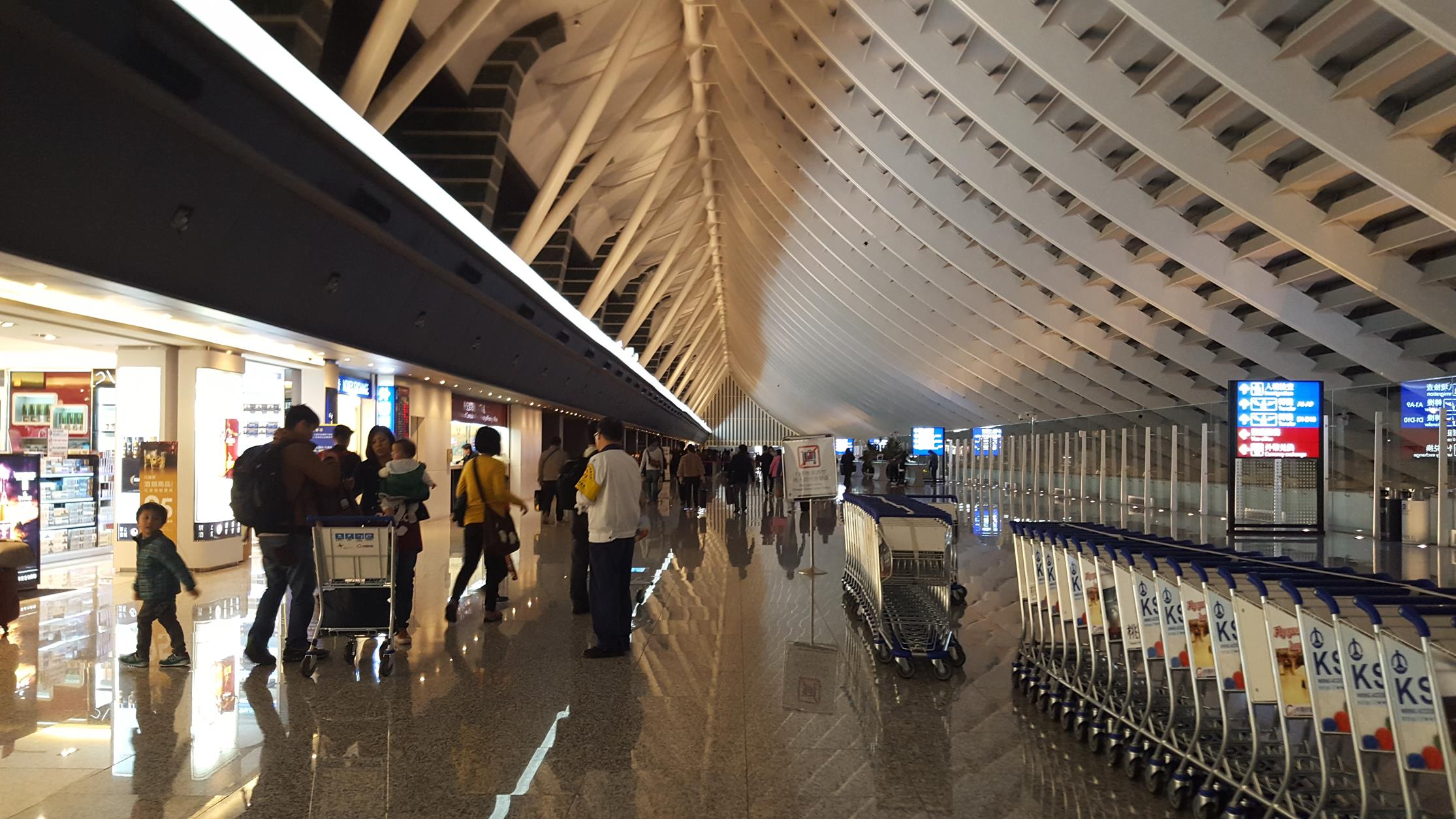
原先的第一航廈已經不敷使用

在原預定進入全面施工階段的2019年，航廈主體無人招標且多次邀標失敗，致使桃機公司尋求原設計方簡化建築工法以降低預算需求。2020年宣佈最終構型，修改設計保留雙曲面波浪屋頂及雲頂天花造型，維持國際競圖設計理念，但取消航廈屋頂817組天窗及模組化結構，減輕重量約11,000噸。
2021年3月，桃園國際機場第三航站區主體航廈土建工程由三星物產/榮工工程股份有限公司組成之團隊得標。
2021年8月，桃園國際機場第三航站區主體航廈機電工程（TP6B標）決標，由東元電機／士林電機廠／百總工程的共同投標團隊以新台幣127億元得標。

### 動工
第三航站相關建設於2017年正式啟動。
2016年7月，先期工程「WC滑行道遷建及雙向化工程」啟動
2017年5月「機坪、滑行道與機坪設施工程」及「第三航站區土方及基礎工程」動工
唯核心項目主體航廈由於修改設計與重新招標而多次推遲，於修改設計並分標後終獲得廠商投標，於2021年中主體建築順利動工，但典禮因新型冠狀病毒疫情而延後舉行。桃機公司受提問時表示疫情期間機場營運受到影響，且因缺工、物價成本暴漲等因素以至於無法把握空窗機會追趕進度，並將完工期程推遲至2026年前後並分階段完工，時任桃園市長鄭文燦則稱沒有落後。

## 工程進度
| 工程名稱（執行中）                     | 工程名稱（執行中）                                      | 實際進度 | 預定完工日期   |
| -------------------------------------- | ------------------------------------------------------- | -------- | -------------- |
| 臺灣桃園國際機場第三航站區             | 主體航廈土建工程                                        | 62.89%   | 2027年8月16日  |
| 臺灣桃園國際機場第三航站區             | 主體航廈機電工程                                        | 30.07%   | 2026年11月16日 |
| 臺灣桃園國際機場第三航站區             | 機坪、滑行道及機坪設施工程                              | 83.03%   | 2026年5月17日  |
| 臺灣桃園國際機場第三航站區             | 行李處理系統工程                                        | 36.05%   | 2026年10月12日 |
| 臺灣桃園國際機場第三航站區             | 旅客空橋（含預冷式機艙空調、400Hz地面電源裝置）系統工程 | 32.61%   | 2027年4月8日   |
| 臺灣桃園國際機場第三航站區             | 公共設施(一)新建工程                                    | 72.32%   | 2026年4月6日   |
| 臺灣桃園國際機場第三航站區             | 停機坪與滑行道機場地面燈光（AGL）助導航燈光系統工程     | 91.68%   | 2025年10月17日 |
| 臺灣桃園國際機場第三航站區             | 資訊通訊系統工程                                        | 14.17%   | 2026年11月16日 |
| 臺灣桃園國際機場第三航站區             | 旅客運輸系統工程                                        | 0.41%    | 2027年10月14日 |
| 臺灣桃園國際機場第三航站區             | 主體航廈及道路系統區植栽工程                            | 5.90%    | 2027年3月6日   |
| 臺灣桃園國際機場第三跑道及基礎設施計畫 | 第一階段工程                                            | 52.70%   | 2026年7月1日   |
| 其他工程                               | A14車站土建、水環工程                                   | 17.02%   | 2026年9月30日  |
| 其他工程                               | 桃園國際機場公司辦公大樓新建工程                        | 55.52%   | 2026年10月5日  |

## 設施配置

### 概要

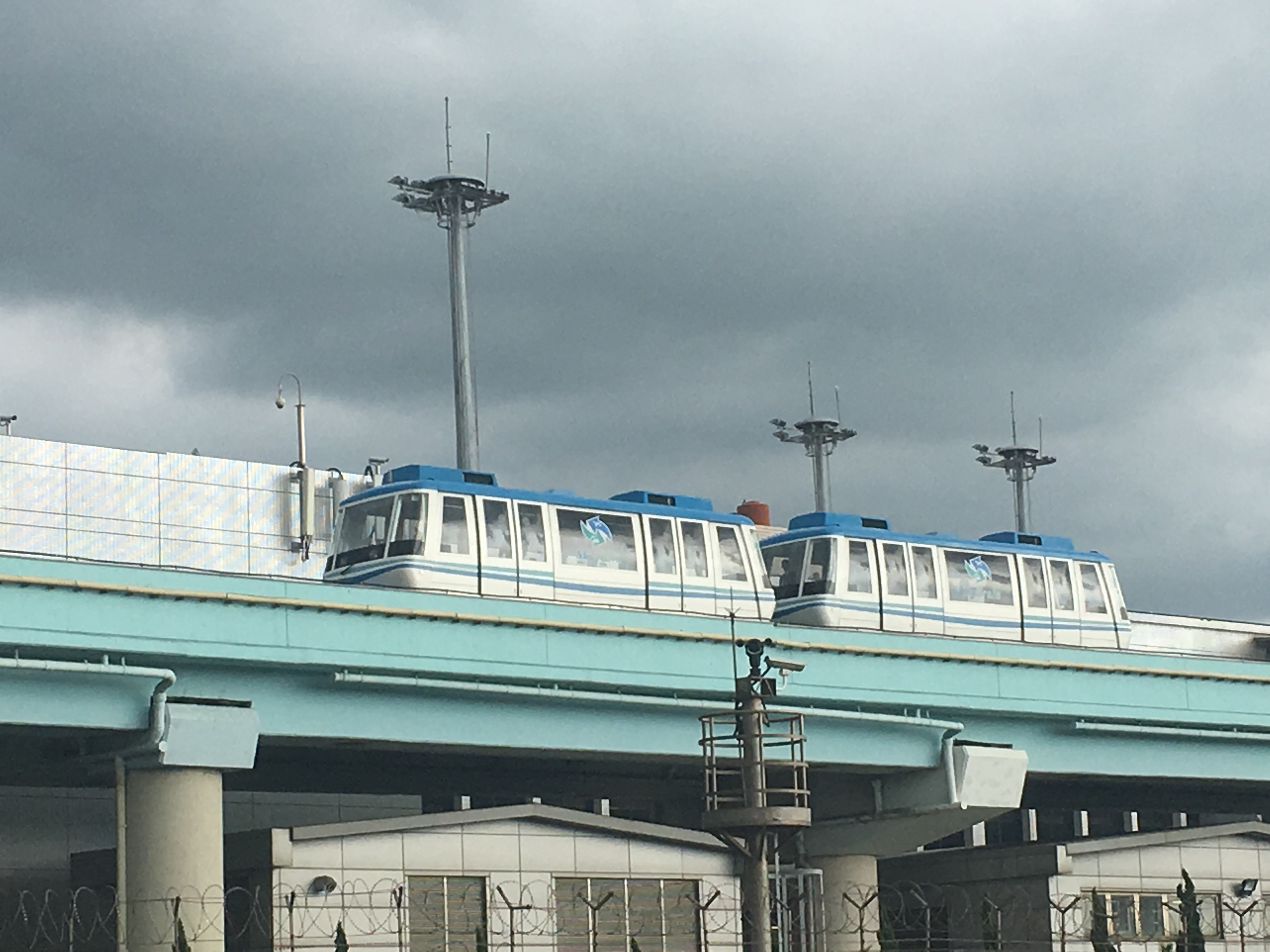
串連航廈間的桃園國際機場旅客自動電車輸送系統

第三航廈的設施配置主要分為第三航廈及多功能大樓（MFB）兩部分，位於第三航廈與第二航廈之間的多功能大樓由多棟大樓所組成，以「機場城市」作為概念，規劃為提供藝術、觀光、人文、購物的多功能設施。而第三航廈又分為航廈主體與南、北登機廊廳三個單元，單元間透過跨越站區道路的空中連接橋相互聯繫。內部除零售區商店及航空公司貴賓室等基礎設施外，也設有桃園捷運機場第三航廈站及桃園國際機場旅客自動電車輸送系統（PMS）與其他航廈或規劃中之衛星廊廳聯繫。
同時因應第三航廈及未來衛星廊廳帶來的旅運需求，機場公司也同步進行第三跑道興建，預計2030年9月完工，經費新臺幣374.56億元。

### 主體建築設計

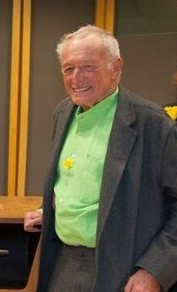
普立茲克獎得主、第三航廈建築師理察·羅傑斯

#### 概念意象
由理察·羅傑斯團隊所設計的第三航廈，第三航廈的屋頂以雙層獨立屋頂方式設計，外側的波浪造型屋頂取材於鳥類飛行的樣貌，強化山谷意象，內側則以花瓣造型構件，由亮面管與錐形結合而成，給予不同視角的深度外，還能透過類似廟宇瓦片屋頂設計的採光口，反射屋頂上方天窗的自然光線到建築內部，具備控制噪音量的隔音功能。透過雙層屋頂設計所促成的人工照明、自然光線互補機制，除能夠滿足全天候的照明及遮陽需求外，也能藉由燈光的控制呈現出不同的氛圍。

#### 環境永續設計
第三航廈的南北植栽外牆是進入桃園國際機場的第一印象，其以反映台灣山巒景觀的大面積綠牆作為設計，功能上除作為航廈主體與機場道路間的隔音牆外，也同時具備特殊景觀營造的功能。第三航廈也是一座以節能減碳為考慮的綠建築，以滿足美國綠建築協會綠建築評分認證系統LEED金級為設計，除在屋頂上裝置太陽能板外，也設置了遮陽系統、光天窗、雨水回收機制，並配備有更高效的水、照明、空調系統。

### 第三航站區建設及設計項目
| 類別           | 名稱                                                 | 決標金額（新臺幣）                    | 備註 |
| -------------- | ---------------------------------------------------- | ------------------------------------- | --- |
| 設計及監造     | 「臺灣桃園國際機場第三航站區」委託設計及監造技術服務 | 35.4億元                              | 世曦工程/RSHP得標 |
| 基礎工程       | 土方及基礎工程                                       | 34.7億元                              | 中華工程得標，已完成 |
| 建物           | 主體航廈及登機廊廳                                   | 土建工程：445.3億元 機電工程：127億元 | 土建由三星物產/榮工工程得標，機電由東元電機/士林電機廠/百總工程得標 |
| 建物           | 辦公大樓、商場及旅館(多功能大樓)                     | 辦公大樓：27.4億元                    | 僅第一期機場公司辦公大樓進行中，宏昇營造得標 |
| 建物           | 能源中心                                             | 62.9億元                              | 與公共設施併標辦理，東元電機得標 |
| 建物           | 自來水儲水加壓站                                     | 8.5億元                               | 煒盛廢水處理得標 |
| 建物           | 161kV變電站                                          | 8.8億元                               | 鋼構由公共設施標案辦理，亞力電機得標 |
| 特殊系統       | 航空地面燈光(AGL)                                    | 849萬元                               | 比利時商艾迪比得標 |
| 特殊系統       | 行李處理系統(BHS)                                    | 43.9億元                              | 廣運機械工程得標 |
| 特殊系統       | 資訊通訊系統(ICT)                                    | 17.4億元                              | 士林電機廠得標 |
| 特殊系統       | 旅客空橋系統(PBB)                                    | 12.2億元                              | ShinMaywa(Asia)Pte.得標 |
| 特殊系統       | 旅客運輸系統(PMS)                                    | 18.1億元                              | 旅客運輸系統PMS服務於T2及T3航廈間，結合既設於T1及T2航廈南北兩線膠輪軌道系統，串聯機場園區內3座航廈。原由成運汽車製造股份有限公司得標，後因違反採購法解除契約，重新招標後由華電聯網／創奕能源科技得標。 |
| 基礎設施(空側) | 滑行道及勤務道路系統                                 | 28.2億元                              | 部分道路及共同管道與主體航廈、公共設施等標辦理，中華工程得標 |
| 基礎設施(空側) | 停機坪E, F, G                                        | 28.2億元                              | 部分道路及共同管道與主體航廈、公共設施等標辦理，中華工程得標 |
| 基礎設施(空側) | 地下共同管道                                         | 28.2億元                              | 部分道路及共同管道與主體航廈、公共設施等標辦理，中華工程得標 |
| 基礎設施(陸側) | 航站北路及南路                                       |                                       | 部分與主體航廈併標辦理 |
| 基礎設施(陸側) | 主航廈聯絡匝道                                       |                                       | 部分與主體航廈併標辦理 |

除上列主要項目外，與第三航站建設相關之項目尚有WC滑行道遷建及雙線化、航空科學館拆除、第三跑道、西衛星廊廳、第三航站施工期間航站南北路動線調整、航廈及道路系統植栽、航站指標設計、機場捷運A14車站等項目。